# Erigone
Erigone este un gen de păianjeni din familia Linyphiidae.

## Specii[1]
- Erigone albescens
- Erigone aletris
- Erigone allani
- Erigone alsaida
- Erigone angela
- Erigone antarctica
- Erigone antegona
- Erigone aptuna
- Erigone arctica
- Erigone arcticola
- Erigone arctophylacis
- Erigone aspura
- Erigone atra
- Erigone autumnalis
- Erigone barrowsi
- Erigone benes
- Erigone bereta
- Erigone bhamoensis
- Erigone bifurca
- Erigone birmanica
- Erigone blaesa
- Erigone brevipes
- Erigone canthognatha
- Erigone chiridota
- Erigone clavipalpis
- Erigone coloradensis
- Erigone convalescens
- Erigone cristatopalpus
- Erigone crosbyi
- Erigone crucifera
- Erigone decens
- Erigone dentichelis
- Erigone denticulata
- Erigone dentigera
- Erigone dentipalpis
- Erigone dentosa
- Erigone digena
- Erigone dipona
- Erigone doenitzi
- Erigone dumitrescuae
- Erigone edentata
- Erigone eisenschmidti
- Erigone ephala
- Erigone fasciata
- Erigone fellita
- Erigone fluctuans
- Erigone fluminea
- Erigone gibbicervix
- Erigone grandidens
- Erigone himeshimensis
- Erigone hydrophytae
- Erigone hypenema
- Erigone hypoarctica
- Erigone infernalis
- Erigone irrita
- Erigone jaegeri
- Erigone jugorum
- Erigone koratensis
- Erigone koshiensis
- Erigone longipalpis
- Erigone maculivulva
- Erigone malvari
- Erigone marina
- Erigone matanuskae
- Erigone miniata
- Erigone mollicula
- Erigone monterreyensis
- Erigone neocaledonica
- Erigone nepalensis
- Erigone nigrimana
- Erigone nitidithorax
- Erigone noseki
- Erigone occipitalis
- Erigone ostiaria
- Erigone ourania
- Erigone palustris
- Erigone paradisicola
- Erigone personata
- Erigone poeyi
- Erigone praecursa
- Erigone prominens
- Erigone promiscua
- Erigone pseudovagans
- Erigone psychrophila
- Erigone reducta
- Erigone remota
- Erigone rohtangensis
- Erigone rutila
- Erigone sagibia
- Erigone sagicola
- Erigone simillima
- Erigone sinensis
- Erigone sirimonensis
- Erigone spadix
- Erigone strandi
- Erigone stygia
- Erigone subprominens
- Erigone svenssoni
- Erigone tamazunchalensis
- Erigone tanana
- Erigone tenuimana
- Erigone tepena
- Erigone tirolensis
- Erigone tolucana
- Erigone tristis
- Erigone uintana
- Erigone uliginosa
- Erigone watertoni
- Erigone welchi
- Erigone whitneyana
- Erigone whymperi
- Erigone viabilis
- Erigone wiltoni
- Erigone zabluta
- Erigone zographica